# R5: All Day, All Night
R5: All Day, All Night è un film documentario del 2015 diretto da Michel Sandy Borden e incentrato sulla band pop rock americana R5.

## Trama
Il film parla della band statunitense R5, raccontando l'inizio della loro carriera come band indipendente fino al successo ottenuto con l'album Louder, sotto l'etichetta discografica Hollywood Records. Nel film sono presenti scene registrate durante alcune tappe dei tour degli R5, in particolare durante i concerti del Live on Tour nel 2014, oltre che interviste esclusive ai membri del gruppo.

## Produzione e distribuzione
Il film è stato annunciato all'inizio del 2015, mentre la data di uscita nei cinema è stata ufficializzata a marzo. Esso è stato distribuito nelle sale statunitensi per un periodo limitato il 16 aprile 2015, in esclusiva in alcune sale selezionate del circuito Regal Cinemas.